# Affari vos
Affari vos (en español: Me dirijo a vosotros) es la sexagésima sexta encíclica del papa León XIII, datada el 8 de diciembre de 1897 y dirigida a los obispos de Canadá. En ella muestra su preocupación por las dificultades que encuentra la educación católica en la provincia de Manitoba.

## Contexto histórico
La encíclica fue publicada con ocasión del conflicto lingüístico y escolar que atravesaba en esos años Manitoba, provincia de Canadá desde 1870. El territorio original de esta provincia estaba en su mayoría habitado por métis, mestizos franceses, aunque a lo largo de la década de 1860 hubo una llegada desde Ontario de población anglófona. La incorporación de estos territorios a Canadá no estuvo exenta de problemas; cuando la Compañía de la Bahía de Houdson los vendió a la Confederación de Canadá, se produjo un insurrección que dio lugar a una lista de demandas a las autoridades federales que, prácticamente, las aceptaron en su conjunto mediante la denominada Acta de Manitoba que garantizaba el uso del francés en los tribunales y la escolarización en francés.
Sin embargo, cuando los colonos de Ontario superaron en número a la población francófona y católica, la legislatura provincial ignoró esos derechos. Los católicos protestaron, especialmente en el nombre de sus escuelas, y recurrieron a distintas instancias, incluso a la Corona inglesa. En 1895 el Consejo Privado reconoció ese agravio que debía ser reparado por el Parlamento Federal. Finalmente se llegó una especie de compromiso que no alcanzaba a la aspiraciones de los católicos, quienes no recibieron ninguna compensación a los sacrificios pecuniarios que habían tenido que hacer para asegurar la educación de sus hijos, al mismo tiempo que sostenían con sus impuestos una escolarización que no utilizaban.
En 1896 los políticos católicos pidieron al papa su intervención, León XIII envió en su nombre Merry del Vals, que realizó sobre el terreno una honda encuesta, con toda la información obtenida en esa comisión el papa escribió la encíclica Affari vos, que produjo los mejores efectos, gracias a la acción conciliadora de Louis Joseph Brucchesi, nuevo arzobispo de Montreal.

## Contenido de la encíclica
Affari vos, quod perlibenter atque amantissime facimus, vix Nobis licet, quin sua sponte occurrat animo vetus et constans apostolicae Sedis cum Canadensibus vicissitudo benevolentiae consuetudoque officiorumr .
Dirigirnos a vosotros, lo que hacemos con el mayor gusto y cariño, apenas Nos es posible, sin recordar la buena voluntad mutua y el continuo intercambio de buenos favores habido entre la Sede Apostólica y los canadienses 

Recuerda a continuación el papa cómo está unida la Iglesia al origen de la historia del Canadá. Se refiere en primer lugar la labor realizada por Francisco de Laval, el primer obispo de Quebec, y la evangelización previa del país llevada a cabo por mandato de la Santa Sede por los misioneros, que junto con la fe llevaron los frutos de la civilización. Unos frutos permanentes que la emigración francesa e irlandesa acrecentó con un trabajo continuo por preservar el nombre católico. Un pensamiento -explica el papa- que tuvo presente al crear recientemente cardenal al arzobispo de Quebec, como un modo también de honrar a todos los católicos del país.
Muestra el trabajo que la iglesia de Canadá, con el apoyo de la Santa Sede ha realizado en la educación de los jóvenes; y en ese contexto destaca el Liceo de Quebec que establecido de acuerdo con las leyes pontificias ha formado generaciones de canadienses en la ciencia y en la virtud. Por esta razón le ha preocupado al papa los últimos acontecimientos producidos en ese país en relación con la educación católica en Manitoba. Algunos católicos se han dirigido al papa pidiendo orientaciones sobre el modo de proceder
Habiendo obtenido detallada información a través de un delegado apostólico, el papa señala la gravedad de la situación pues aunque anteriormente

Los legisladores [de la Provincia], en el acto de unión con la Confederación, habían establecido que los jóvenes de fe católica tenían derecho a ser educados y educados en las escuelas públicas según los dictados de su conciencia: ahora con una ley contraria han abolido este derecho

Esto supone que los jóvenes deberían recibir la educación en escuelas donde la fe católica es descuida o, positivamente, despreciadas. Aunque la Iglesia ha aceptado esa situación de modo excepcional en algunos lugares, lo ha hecho tras intentar evitarlo y poniendo los medios para contrarrestar los perjuicios en la formación cristiana de los jóvenes.
En consecuencia, hay que evitar a toda costa esa educación que corrompe la integridad de la fe de los jóvenes. Por otra parte, incluso los no católicos, entienden que en la formación de la juventud, no basta comunicarles la ciencia y unas nociones vagas de al virtud. Han de transmitírseles criterios más profundos e importantes de modo que surjan de las escuelas ciudadanos rectos y honesto, tal como la patria los desea.

Además, determinar con quién deben ser educados sus hijos o a quiénes deben tener como maestros de vida es un derecho que corresponde a su patria potestad. Por eso cuando los católicos piden, y es su deber quererlo y exigirlo, que la formación del profesor sea acorde con la religión de sus hijos, están ejerciendo su derecho.

Los prejuicio de la ley de Manitoba muestra la necesidad de buscar conjuntamente un remedio a ese mal, y hubiese merecido que todos los ciudadanos rectos, sin distinción de partido, hubiese actuado coordinadamente. De hecho tanto los que están al frente del gobierno federal y del provincial han tomado algunas decisiones para disminuir ese daño. Sin embargo, el papa considera que esas medidas son insuficiente. Por eso es necesario seguir trabajando para resolver esa cuestión, pero evitando las discordia; además como es una cuestión en la que cabe plantear distintos remedios, lo que hace preciso respetar la opinión de los demás, y actuar con fraterna armonía. En cuando a lo que se refiere a los católicos de Manitoba, el papa manifiesta su esperanza de que, con la ayuda de Dios, consigan lo que desean, pues es cuestión de justicia.

Por lo tanto, si algo se ofrece por ley, o por costumbre, o por la buena disposición de los hombres, para mitigar el daño y alejar aún más los peligros, es enteramente conveniente y ventajoso aprovechar las concesiones y así cosechar el máximo fruto. y la mayor ventaja posible. Sin embargo, cuando no se toman medidas para remediar el daño, los exhortamos e imploramos a que sigan oponiéndose con mayor generosidad y dedicación

En las escuelas católicas ha de cuidarse especialmente el programa de estudios, y la elección el profesorado, de modo que esas escuelas puedan competir con las escuelas más famosas, pues no hay ningún estudio que no puede armonizarse con la doctrina y la educación católica. En la defensa de la educación católica deben participar los católicos que se dedican profesionalmente a la prensa, pero lo han de hacer siempre respetando a las personas y la autoridad de los obispos.